# 道の駅桜島
道の駅桜島（みちのえき さくらじま）は、鹿児島県鹿児島市桜島横山町にある国道224号の道の駅である。

## 施設
- 駐車場
  - 普通車：68台
  - 大型車：4台
  - 身障者用：3台
- トイレ（いずれも24時間利用可能）
  - 男：大 3器、小 7器
  - 女：7器
  - 身障者用：1器
- 公衆電話
- 公衆FAX
- 食堂「おふくろの味・旬」
- 物産館「火の島めぐみ館」

## 休館日
- 第3月曜日（祝日の場合、翌日）

## アクセス
- 国道224号 - 登録路線
  - 鹿児島県道26号桜島港黒神線

## 周辺
- 桜島総合体育館
- 桜島ビジターセンター
- 桜島海釣り公園
- 湯之平展望台